# Concerto brandeburghese n. 2
Il Secondo concerto brandeburghese (BWV 1047) di Johann Sebastian Bach è la risposta in stile italiano (omaggio all'astro trionfante di Vivaldi) al gusto francesizzante del primo concerto. Il concerto italiano si presenta in forma rigorosamente tripartita - allegro, adagio, allegro -, ma Bach vi apporta notevoli modifiche strutturali soprattutto nell'uso degli strumenti. La prima di queste è l'uso della tromba piccola in fa (in omaggio alla tradizione bolognese dei maestri della Cappella di San Petronio); la seconda è nella contrapposizione di un gruppo solistico di strumenti - il cosiddetto "concertino" - all'insieme orchestrale del tutti - il cosiddetto concerto grosso -.

Il secondo elemento di decostruzione strutturale del concerto in stile italiano è dato dall'introduzione, tipicamente bachiana, di una ratio geometrica perfettamente corrispondente al gusto mitteleuropeo legato alla nuova filosofia cartesiana. Dobbiamo al musicologo torinese Alberto Basso l'analisi della stupefacente struttura combinatoria di questa composizione, analisi che qui riportiamo parzialmente: 
(Basso I, cit. pag. 581.)
Il secondo movimento è un classico adagio affidato a tre strumenti solisti (tipico della sonata da chiesa di stile italiano), in questo caso flauto, oboe e violino. 
Il terzo movimento riprende lo spirito geometrico del primo, riproponendo nella sua struttura architettonica un'articolazione formale straordinariamente complessa. L'associazione della tecnica combinatoria numerologica alla spontaneità delle idee è assolutamente caratteristica dello stile bachiano maturo, illuminato da un profondo rigore razionale che fa da piattaforma (secondo l'espressione già usata da A. Basso) all'enorme freschezza dei contenuti melodici.